# Казьмина, Ольга Евгеньевна
О́льга Евге́ньевна Казьмина́ (род. 28 февраля 1963, Егорьевск, Московская область, СССР) — российский религиовед, этнолог и демограф. Доктор исторических наук, профессор. Заведующая кафедрой этнологии исторического факультета МГУ.

## Биография
Окончила среднюю общеобразовательную школу № 13 г. Егорьевска Московской области и историко-филологический факультет Университета дружбы народов по специальности «история» (1987).
В 1991 году в Институте этнологии и антропологии имени Н. Н. Миклухо-Маклая АН СССР защитила диссертацию на соискание учёной степени кандидата исторических наук по теме «Динамика этнического состава населения Литвы, Латвии и Эстонии в XX в. : (этнодемографическое исследование)»
С 23 апреля 1991 года работает на историческом факультете МГУ имени М. В. Ломоносова. Заместитель декана по международному сотрудничеству, профессор кафедры этнологии исторического факультета МГУ им. М. В. Ломоносова.
В 2007 году в МГУ имени М. В. Ломоносова защитила диссертацию на соискание учёной степени доктора исторических наук по теме «Русская Православная Церковь и новая религиозная ситуация в современной России» (Специальность 07.00.07 — Этнография, этнология и антропология). Официальными оппонентамии выступили доктор исторических наук, профессор Н. Л. Пушкарёва (Институт этнологии и антропологии РАН), доктор исторических наук, профессор В. В. Керов (Российский университет дружбы народов) и доктор юридических наук А. Г. Залужный (НИИ проблем укрепления законности и правопорядка при Генеральной прокуратуре Российской Федерации).
В 2003—2008 годах — член редакционной коллегии «Журнала Американской академии религии».
С августа 2020 — исполняет обязанности заведующего кафедрой этнологии МГУ.
Автор более 160 научных публикаций.

## Научная деятельность
Ответственный редактор (вместе с В. А. Тишковым и А. В. Журавским) работы «Народы России. Атлас культур и религий» (Москва, 2008);
Член организационного комитета международного проекта «Переосмысление религии: изучение религии во всемирном контексте» (2003—2006).

### Всероссийские и международные конференции
- Конгресс этнографов и антропологов России (Рязань, 1995).
- Язык и этническое самосознание (Москва, 1995);
- Роль учёных в построении гражданского общества (Москва, 1996);
- Социальные и культурные стереотипы (Москва, 1996);
- Религии мира на рубеже XX и XXI веков (Москва, 1998);
- Власть в обществе: религия, культура и политика (Моргантаун, 1999);
- Европейские общества или европейское общество? Миграции и межэтнические отношения в Европе (Обернэ, 1999);
- Христианство 2000. Общество на рубеже тысячелетий: социальная, культурная и религиозная парадигмы (Москва, 1999);
- Пятый ежегодный всемирный конгресс Ассоциации по изучению национальностей (Нью-Йорк, 2000);
- Православие и этническая культура (Москва, 2000);
- От «Интернационала» к транснациональному: определение места постсоциалистических культур (Беркли, 2001);
- Переосмысление религии. Изучение религии во всемирном контексте (Атланта, 2003);
- ХХ и XIX Всемирные конгрессы Международной ассоциации истории религий (Торонто, 2010; Токио, 2005);
- VIII, VII и VI Всемирные конгрессы Международного совета по центрально- и восточноевропейским исследованиям (Стокгольм, 2010; Берлин, 2005; Тампере, 2000);
- Ежегодные конференции Американской академии религии (Монреаль, 2009; Сан-Диего, 2007; Вашингтон, 2006; Филадельфия, 2005; Сан-Антонио, 2004; Атланта, 2003; Денвер, 2001; Чикаго, 1994);
- 38-я Национальная конференция Американской ассоциации перспективных исследований по славяноведению (Вашингтон, 2006);
- Образ России в мире: история и современность (Москва, 2008);

### Гранты и стипендии
Научные стипендии и гранты РГНФ, РФФИ, Американских советов по международному образованию, Института перспективных российских исследований имени Дж. Кеннана, Фонда Фулбрайта, Фонда Форда, Американской академии религии.

## Преподавательская деятельность
Читает в МГУ имени М. В. Ломоносова курсы лекций:
- Основы этнологии (для студентов I курса вечернего отделения)
- Антропология и демография (для студентов I курса магистратуры)
- Религии народов мира (для студентов IV курса дневного отделения и V курса вечернего отделения)
- Народы Прибалтики (для студентов IV курса дневного отделения и V курса вечернего отделения)
- Специальный курс: Религия, общество, идентичность в современной России (для студентов IV курса дневного отделения и V курса вечернего отделения)
- Специальный курс: Религиозная ситуация в США (для студентов III курса дневного отделения и IV курса вечернего отделения)

## Общественная деятельность
С 23 сентября 2009 года — член Научно-консультативного совета при Министерстве юстиции Российской Федерации по изучению информационных материалов религиозного содержания на предмет выявления в них признаков экстремизма.

## Научные труды

### Диссертации
- Казьмина О. Е. Динамика этнического состава населения Литвы, Латвии и Эстонии в XX в. : (этнодемографическое исследование) : диссертация … кандидата истор. наук : 07.00.07 АН СССР. Институт этнол. и антропол. им. Н. Н. Миклухо-Маклая. Москва 1991.
- Казьмина О. Е. Русская Православная Церковь и новая религиозная ситуация в современной России : этноконфессиональная составляющая проблемы : диссертация … доктора исторических наук : 07.00.07 / Казьмина Ольга Евгеньевна; [Место защиты: Моск. гос. ун-т им. М. В. Ломоносова]. — Москва, 2007. — 383 с.

### Монографии
- Казьмина О. Е., Пучков П. И. Основы этнодемографии (недоступная ссылка). Учеб. пособие. — М.: Наука, 1994. — 253 с. (копия Архивная копия от 28 июля 2014 на Wayback Machine)
- Казьмина О. Е., Пучков П. И. Религии современного мира. — М.: УРАО, 1998.
- Казьмина О. Е., Пучков П. И. Конфессии мира: вероучение, ритуал, организационное устройство, численность последователей и современное распространение. — М.: Отражение, 2008.
- Казьмина О. Е. Русская Православная Церковь и новая религиозная ситуация в России: этноконфессиональная составляющая проблемы. — М.:Изд-во Моск. ун-та, 2009. — 304 с. ISBN 978-5-211-05594-0
- Пучков П. И., Казьмина О. Е. Религиозные организации современного мира: учеб. пособие. Гриф УМО по классическому университетскому образованию. / О. Е. Казьмина, П. И. Пучков; Моск. гос. ун-т им. М. В. Ломоносова, Ист. фак. — М.: Моск. ун-т, 2010. — 365 с. ISBN 978-5-211-05892-7
- Казьмина О. Е., Тишков В. А., Шапошникова Т. Д. Основы религиозных культур и светской этики. Книга для учителя. 4-5 классы. — М.: Просвещение, 2011. — (Духовно-нравственная культура) ISBN 978-5-09-021272-4

### Научные статьи, главы в учебниках и коллективных монографиях
- Казьмина О. Е. Интегрирующая и дезинтегрирующая роль религии и этнические процессы в современной России // Ab Imperio. — 2000. — № 2.
- Казьмина О. Е. Роль религиозного фактора в этническом самосознании населения России // Исторический вестник. — 2001. — Том 13-14. — № 2.
- Казьмина О. Е., Пушкарёва Н. Л. Брак в России XX века: традиционные установки и инновационные эксперименты // Семейные узы. Модели для сборки: сборник статей. Кн. 1 / Сост. и редактор С. Ушакин. — М.: Новое литературное обозрение, 2004. — С. 185—219. ISBN 5-86793-281-8
- Kazmina O. E., Filippova O. A. Religion in Post-Soviet Society: Challenges and Responses (Russian and Ukrainian Case Studies) // Journal of the American Academy of Religion. — 2005. — № 4.
- Казьмина О. Е. Народы Западной Европы // Основы этнологии. Учебное пособие для студентов университетов. — М.: Издательство Московского университета, 2007.
- Казьмина О. Е. Литва, Латвия, Эстония: историко-культурная область // Основы этнологии. Учебное пособие для студентов университетов. — М.: Издательство Московского университета, 2007.
- Казьмина О. Е. Православная религиозность в современной России: историческая проблема соотношения религиозной идентичности и религиозной практики // Вестник Российского университета дружбы народов (серия «История России»). — 2007. — № 1.
- Казьмина О. Е. Дискурс о прозелитизме в современной России // Этнографическое обозрение. — 2007. — № 4.
- Казьмина О. Е. Проблема прозелитизма и формирование новой религиозной ситуации в России // Вестник Московского государственного университета (серия 8 «История»). — 2007. — № 6.
- Kazmina O. E. Negotiating Proselytism in 21st Century Russia // Proselytization Revisited: Market Values, Rights Talk, and Culture Wars. — London: Equinox Publishers', 2008.
- Kazmina O. E. Religion // Understanding Contemporary Russia. — Boulder, CO: Lynn Riner Publishers, 2009.
- Казьмина О. Е. Русская Православная Церковь и проблемы идентичности, религиозного законодательства и прав человека в современной России // Этнографическое обозрение. — 2009. — № 3.
- Карпов С. П., Тишков В. А., Белоусов Л. С., Никонов В. А., Голиков А. Г., Волф Т., Громыко А. А., Рюзен Й., Андреев А. Ю., Согрин В. В., Бойцов М. А., Ватлин А. Ю., Казьмина О. Е., Козлова Н. В., Репина Л. П., Смирнов В. П., Соловей Т. Д., Хачатурян Н. А. и Байбакова Л. В. Международная научная конференция на истфаке МГУ Может ли история быть объективной. // Новая и новейшая история. — № 3. — 2012. — С.3-40.
- Казьмина О. Е. Маленький город— большое сердце: роль религиозных организаций в адаптации беженцев и иммигрантов в Кларкстоне (Джорджия) // Религиозные миссии на общественной арене: российский и зарубежный опыт: коллективная монография / Под ред. А. А. Красикова и Р. Н. Лункина. — М.: ИЕ РАН, 2016. — С. 214—224. — 336 с. — ISBN 978-5-98163-068-2.